# Валерій Ламах. Коло життя
«Валерій Ламах. Коло життя» — український короткометражний документальний фільм режисера Анатолія Сирих.

## Про фільм
Фільм-роздум про відомого українського художника і філософа Валерія Ламаха.
У фільмі беруть участь вдова В. П. Ламаха — художник Аліна Ламах, перекладач Марк Бєлорусець, композитор Валентин Сильвестров.